# فرانز أنطون مولبيرتش
فرانز أنطون ماولبيرتش (7 يونيو 1724 - 8 أغسطس 1796)، رسام ونقّاش نمساوي، وأحد أشهر رواد فن الروكوكو في المناطق الألمانية والمجرية.

## حياته
ولد ماولبيرتش في لانجينارجين [الإنجليزية] ودرس في أكاديمية فيينا. ومن خلال معرفته بول تروجر [الإنجليزية] ، تأثر بالرسامين الفينيسيين بيازيتا وجيوفاني باتيستا بيتوني. كما درس اللوحات الجدارية التي رسمها سيباستيانو ريتشي في قصر شونبرون في فيينا، وكان يتردد على جيامباتيستا تيبولو، الذي كان نشطًا في فورتسبورغ بدءًا من عام 1750.
كان ماولبيرتش رسامًا جداريًا مرموقًا، طُلب منه العديد من المهام، معظمها ذات طابع كنسي. أنتج أعمالًا فنية لكنائس في بيتشكي وكالوتشا وميشيليركيرش في فيينا وبياريستينكيرش ماريا ترو. كما قام بتزيين بورتا كويلي في مورافيا وقصر رئيس أساقفة كروميريز وفيلا هالبتورن. ورسم صورة لنركيسوس القدس [الإنجليزية].
توفي في فيينا عام 1796.